# Eburostola amazonica
Eburostola amazonica là một loài bọ cánh cứng trong họ Cerambycidae.